# Campionati europei di nuoto artistico 2025 - Duo tecnico femminile
La gara dal duo tecnico femminile ai campionati europei di nuoto artistico 2025 si è svolta il 2 giugno 2025 presso il Penteada Olympic Swimming Pools Complex di Funchal. Hanno preso parte alla competizione 15 squadre nazionali

## Risultati
| Pos. | Atleti                                 | Squadra       | DD    | EL       | AI       | Punti    | Pen |
| ---- | -------------------------------------- | ------------- | ----- | -------- | -------- | -------- | --- |
|      | Anna-Maria Alexandri Eirini Alexandri  | Austria       | 35.85 | 180.3300 | 121.5500 | 301.8800 |     |
|      | Meritxell Ferre Lilou Lluis            | Spagna        | 33.00 | 163.6517 | 118.4500 | 282.1017 |     |
|      | Anastasia Bayandina Romane Lunel       | Francia       | 33.30 | 164.5742 | 113.4500 | 278.0242 |     |
| 4    | Klara Bleyer Amélie Blumenthal Haz     | Germania      | 33.45 | 153.8992 | 109.2500 | 261.1492 | 2.0 |
| 5    | Lea Anna Krajcovicova Zofia Strapekova | Slovacchia    | 29.80 | 148.7176 | 101.6000 | 250.3176 |     |
| 6    | Daria Moshynska Anastasiia Shmonina    | Ucraina       | 16.20 | 134.4292 | 115.0000 | 249.4292 |     |
| 7    | Enrica Piccoli Lucrezia Ruggiero       | Italia        | 33.70 | 136.1517 | 109.6000 | 243.7517 | 2.0 |
| 8    | Robyn Swatman Eve Young                | Gran Bretagna | 29.60 | 131.4424 | 109.2500 | 240.6924 |     |
| 9    | Anna Luiza Carvalho Ines Dubini        | Portogallo    | 30.05 | 132.8825 | 97.7000  | 230.5825 |     |
| 10   | Ani Kipiani Nita Natobadze             | Georgia       | 29.65 | 127.4833 | 97.2500  | 224.7333 |     |
| 11   | Mari Moilala Iiris Nurmi               | Finlandia     | 23.65 | 124.8116 | 95.7500  | 220.5616 |     |
| 12   | Julie Lewczyszynova Sofie Schindlerova | Rep. Ceca     | 28.00 | 123.9675 | 90.5000  | 214.4675 |     |
| 13   | Julie Cooninx Lara Drijkoningen        | Belgio        | 22.00 | 111.8483 | 90.2000  | 202.0483 |     |
| 14   | Korina Maretic Mia Piri                | Croazia       | 16.20 | 98.5783  | 90.1500  | 186.7283 | 2.0 |
| 15   | Sasha Miteva Dalia Penkova             | Bulgaria      | 23.20 | 81.0242  | 93.5000  | 166.5242 | 8.0 |